# Jürgen Gebhard

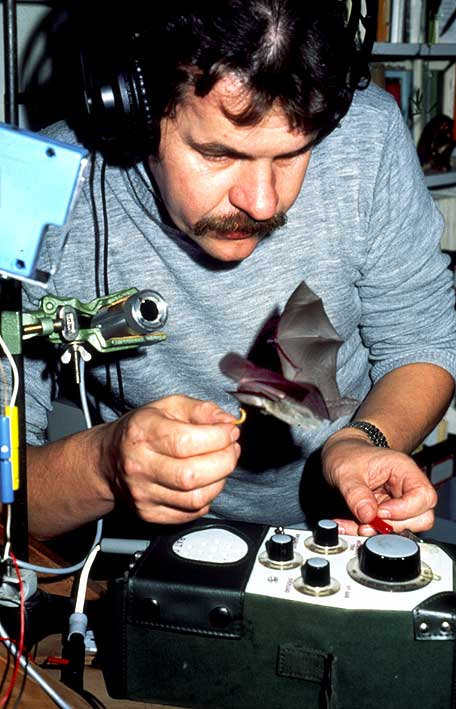
Gebhard bei der Untersuchung der Echoortung von Fledermäusen bei der Nahrungsaufnahme

Jürgen Gebhard (* 12. Oktober 1940 in Tettnang) ist ein Schweizer Fledermausforscher und Autor von Fachbüchern. Er  war als Autodidakt hauptsächlich im Gebiet der Verhaltensökologie tätig und wurde für seine Forschungen mehrfach mit einer Ehrendoktorwürde ausgezeichnet. Der Spiegel bezeichnete ihn als den „Batman von Basel“.

## Leben

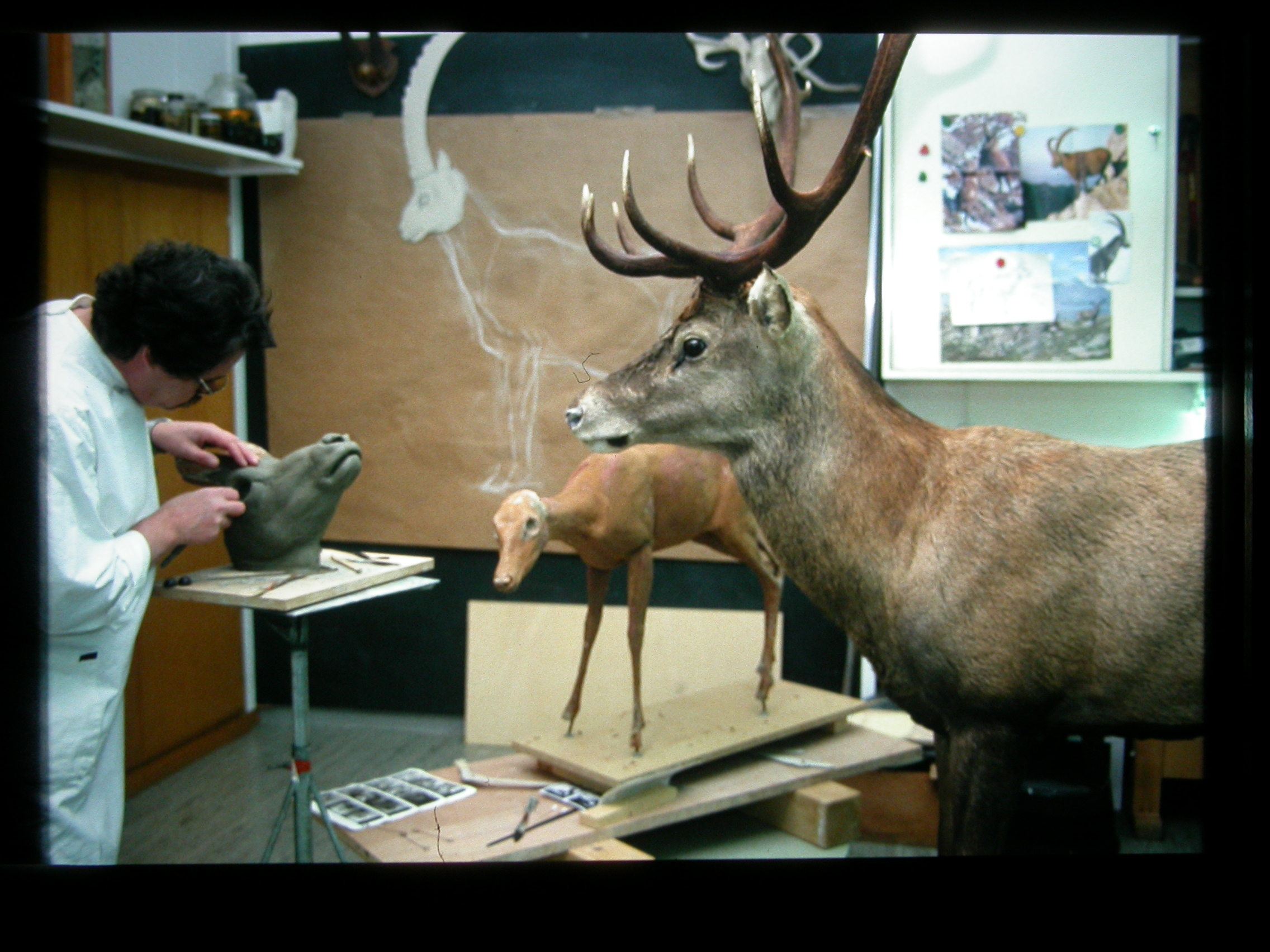
Jürgen Gebhard in seinem Präparatorium im Naturhistorischen Museum Basel, 1996

Jürgen Gebhard wuchs in Westgartshausen bei Crailsheim und Stuttgart auf. Am Staatlichen Museum für Naturkunde in Stuttgart erlernte er 1957 den Beruf des zoologischen Präparators. In diesem Beruf arbeitete er bis 1969 an den Naturhistorischen Museen in Neuchâtel und Basel. Bereits ab 1966 besuchte er berufsbegleitend den kantonalen Maturitätskurs für Berufstätige in Basel und bestand die Maturitätsprüfung im März 1969. Daraufhin studierte er an der Universität Basel Zoologie. Aus finanziellen Gründen musste er das Studium aufgeben und arbeitete von 1978 bis 2005 wieder als zoologischer Präparator am Museum in Basel. In dieser Zeit erforschte er nebenamtlich, vor allem im Bereich der Verhaltensökologie, das Leben der einheimischen Fledermäuse. Über 20 Jahre lang betreute er Diplomarbeiten und Dissertationen zum Thema Fledermäuse. Von 2005 bis 2009 war er freiwilliger Mitarbeiter am Institut NLU der Universität Basel,
Jürgen Gebhard ist seit 1964 verheiratet, Vater von zwei Töchtern und Grossvater von zwei Enkelkindern. Er wohnt seit 1964 in Basel, Schweiz. Wilfried Gebhard ist einer seiner drei Brüder.

## Wirken

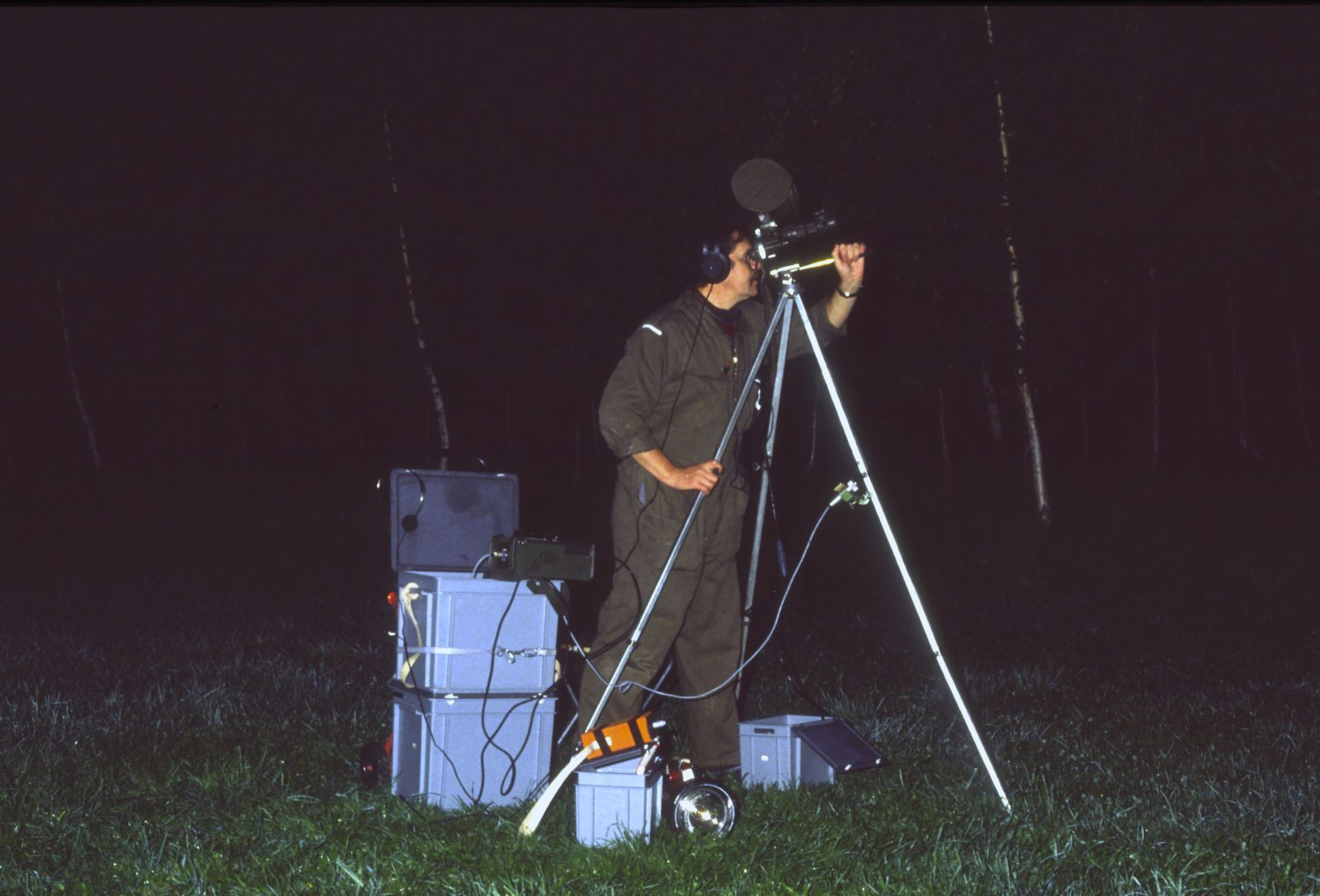
Forschung mit Nachtsichtgerät und Bat-Detektor 1990

Zunächst kümmerte sich Gebhard um verunglückte Fledermäuse und pflegte sie gesund. Er stellte fest, dass man dabei manches beobachten kann, was sich sonst im Verborgenen abspielt. Einige Exemplare, die ihre Flugfähigkeit verloren hatten, blieben in der Obhut Gebhards und gebaren Nachwuchs. Diesen Nachwuchs quartierte Gebhard in ein leerstehendes Trafohäuschen ein, das im Laufe der Zeit zu einer Forschungsstation umfunktioniert wurde. „Eine Infrarot-Lichtschranke überwacht nun den Eingang, hinter einer Glasscheibe steht eine Infrarot-Kamera bereit und Ultraschall-Mikrophone belauschen die Bewohner, ohne daß die sich im geringsten gestört fühlen.“ (Diemut Klärner zu Jürgen Gebhard: „Fledermäuse“: Frankfurter Allgemeine Zeitung)
„Moderne Technik und unkonventionelle Ideen ermöglichen dem Präparator am Baseler Museum Einblicke in das Werben und Paaren der mausköpfigen Fledertiere, die so bislang keinem Verhaltensforscher vergönnt waren.“ Ein 1992 in der Station „Hofmatt“ geborenes Fledermausmännchen stattete Gebhard mit einem Halsbandsender aus und verfolgte es mit Richtantennen in seinen Bewegungen. Diese telemetrischen Daten dokumentierte er.
Gebhard war als Autodidakt hauptsächlich im Gebiet der Verhaltensökologie tätig und machte mittels Feldforschung Beobachtungen bei freifliegenden Fledermäusen mit eigens eingerichteten Forschungsstationen. Sein besonderes Interesse betraf den Grossen Abendsegler (Nyctalus noctula). 

„Bei den promovierten Verhaltensforschern genießt der Autodidakt hohes Ansehen. Er widerlegte eine Reihe von Legenden, die über die fliegenden Säugetiere noch immer in den Lehrbüchern stehen.“

Gebhard publizierte seine Erkenntnisse in Fachzeitschriften und Büchern. Er fühlte sich aber auch einer breiten Öffentlichkeit verpflichtet und begann deshalb schon früh mit einer intensiven Sympathiewerbung für Fledermäuse. In den Printmedien, im Radio, und im Fernsehen vor allem aber im Rahmen von Vorträgen berichtete er im In- und Ausland von den ihn faszinierenden Nachtfliegern. Dabei bekam er den Übernamen „Batman von Basel“. Er leistete somit auch einen wichtigen Beitrag für den Schutz gefährdeter Tiere vor allem in der Region Basel.

Urkunde der Universität Erlangen 1998

## Ehrungen
- 1998: Ehrenpromotion (Dr. rer. nat. h. c.), Friedrich-Alexander-Universität Erlangen-Nürnberg[12]
- 1998: Ehrenpromotion (Dr. phil. h. c.), Universität Basel.[13]
- 2018: Franz-Leuthardt-Preis der Naturforschenden Gesellschaft Baselland, NGBL[14]

## Publikationen (Auswahl)
- 1982: Unsere Fledermäuse. Naturhistorisches Museum Basel: 56 p.
- 1983: Die Fledermäuse in der Region Basel (Mammalia: Chiroptera). – Verhandlungen der Naturforschenden Gesellschaft in Basel 94: 1–41. 39.
- 1996: Das Fledermausbrevier. Teil I: Erste Hilfe und allgemeine Pflegemassnahmen, Ernährung und Haltung. Schweizer Tier Schutz 2: 4-43.
- 1997: Das Fledermausbrevier. Teil II: Handaufzucht von Jungtieren. Zucht und Auswilderungsstrategien. Fledermäuse in der Forschung und in der Öffentlichkeitsarbeit. Schweizer Tier Schutz 3: 4-40.
- 1997: Fledermäuse. Birkhäuser, Basel/Boston/Berlin 1997, ISBN 3-7643-5734-7.
- 2000: Grosses Mausohr (Myotis myotis) mit zwei Jungen in der Wochenstuben-Kolonie bei Zwingen, Kanton Baselland. Pro Chiroptera 1: 4.
- 2001: Späte Kopulationen im Winterquartier des Grossen Abendseglers (Nyctalus noctula). Pro Chiroptera 2: 29-30.
- 2002: Auswilderung von Grossen Abendseglern (Nyctalus noctula). Pro Chiroptera 3: 47-55.
- 2017: Milchdiebe und Duftsprache bei Fledermäusen. natura obscura. Schwabe Verlag Basel: S. 65
- mit F. J. & Amann 2002: Besuch bei den Kleinen Hufeisennasen (Rhinolophus hipposideros) im Elsass. Pro Chiroptera 3: 20-21.
- mit A. Beck 1994: Tagflug des Grossen Abendseglers (Nyctalus noctula) im Herbst in der Region Basel. Z. Säugetierkunde, Sonderheft Bd. 59: 14.
- mit A. Beck 2000: Riesenabendsegler (Nyctalus lasiopterus) beim Halwiler See, Kanton Aargau, gefunden. Pro Chiroptera 1: 32 – 34.
- mit I. Bianchi 2002: Notfallhilfe für Fledermäuse. Pro Chiroptera 3: 12-13.
- mit  W. Bogdanowicz (2004): Nyctalus noctula - (Schreber, 1774) - Grosser Abendsegler. In: Niethammer J. & F. Krapp (eds.): Fledertiere - Chiroptera. Handbuch der Säugetiere Europas. Aula-Verlag, Wiesbaden.
- mit K. Hirschi 1985: Analyse des Kotes aus einer Wochenstube von Myotis myotis (Borkh., 1797) bei Zwingen (Kanton Bern, Schweiz). Mitt. naturf. Ges. Bern 42: 145-155.
- mit R. Landert 2000: Eine aussergewöhnliche Wochenstubenkolonie des Grossen Mausohrs (Myotis myotis) in Ziefen, Kanton Baselland. Pro Chiroptera 1: 5-10.
- mit R. Landert 2002: Wochenstubenkolonie der Grossen Mausohren (Myotis myotis) ist umgezogen. Pro Chiroptera 3: 30-31.
- Gebhard, J. & Ott, M. (1985): Etho-ökologische Beobachtungen an einer Wochenstube von Myotis myotis (Bork., 1797) bei Zwingen (Kanton Bern, Schweiz). Mitt. naturf. Ges. Bern 42: 129-144.
- Gebhard, J. & J. Plattner (1982): Unsere Fledermäuse. Akrobaten am Abendhimmel. Achtung Sendung 1: 21-22.
- Gebhard, J. & Zingg, P.E. (1995): Nyctalus noctula (Schreber, 1774). In: J. Hausser (Ed.): Säugetiere der Schweiz. Birkhäuser Verlag, Basel: 133-138.
- mit P. Loye, R. Arlettaz, B. Posse, R. Winkler 2001: Première observation en Suisse (Valais) de l'Océanite de Castro Oceanodroma castro. Nos Oiseaux 48, 213-214.
- mit G. Walter 2001: Notizen zum Vorkommen von Parasiten an Fledermäusen aus der Region Basel. Pro Chiroptera 2: 9-11.